# Wulfen-Hauswurz
Die Wulfen-Hauswurz oder Wulfens Hauswurz (Sempervivum wulfenii) ist eine Pflanzenart aus der Gattung der Hauswurzen (Sempervivum) in der Familie der Dickblattgewächse (Crassulaceae). Das Artepitheton ehrt den Botaniker Franz Xaver Freiherr von Wulfen.

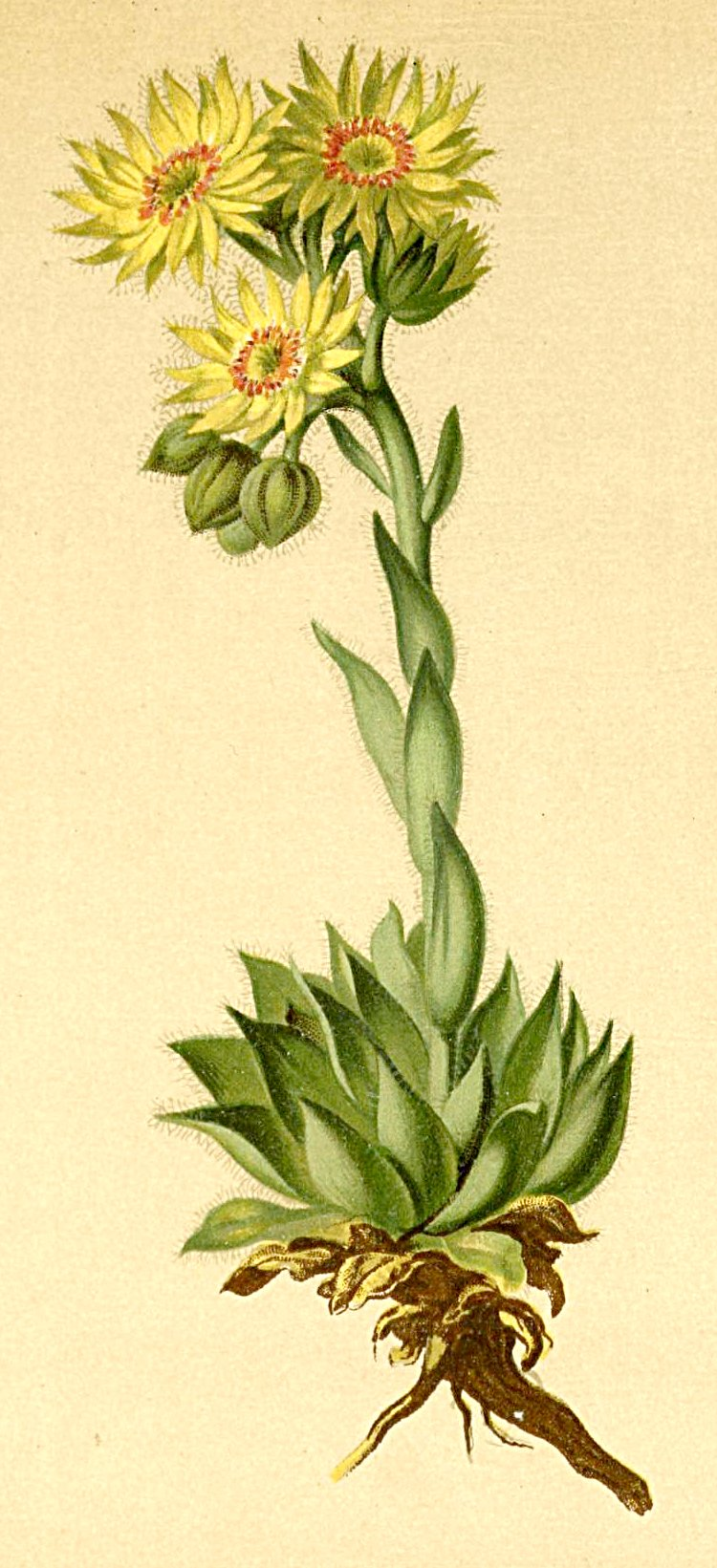
Sempervivum wulfenii subsp. wulfenii im Atlas der Alpenflora von Anton Hartinger

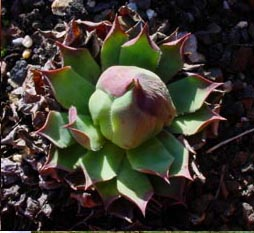
Sempervivum wulfenii, Rosette mit extrem geschlossenen inneren Rosettenblättern

## Beschreibung
Sempervivum wulfenii wächst mit offenen Rosetten von 4 bis 5 (selten bis 10) Zentimeter Durchmesser, die wenige, bis 10 Zentimeter lange kräftige Ausläufer ausbilden. Die länglich spateligen Laubblätter sind gräulich grün bis blaugrün und an ihrer Basis oft dunkelpurpurfarben. Ihre leicht glauke Blattspreite ist 20 bis 40 Millimeter lang und 10 bis 15 Millimeter breit. Ihre Ränder sind zur Spitze hin etwas einwärts gebogen. Der Blattrand ist stark drüsig bewimpert, im oberen Teil jedoch oft kahl. Zum Schutz sind die inneren Rosettenblätter oft kegelförmig geschlossen, das ist bei dieser Art besonders ausgeprägt.
Die Blütentriebe erreichen eine Länge von 10 bis 30 Zentimetern. Der kompakte zymöse Blütenstand besteht aus drei kurzen Wickeln. Die Blüten sind zehn- bis achtzehnzählig, meist zeigen sie 13 bis 16 Kronblätter. Ihre spitzen Kelchblätter sind gelegentlich purpurfarben zugespitzt. Sie sind etwa 6 Millimeter lang und auf etwa 2 Millimetern miteinander verwachsen. Die zitronengelben, spitz zulaufenden Kronblätter sind linealisch bis lanzettlich und etwa 10 Millimeter lang sowie 1 bis 2 Millimeter breit. An ihrer Basis besitzen sie einen purpurfarben Fleck. Die Staubfäden sind purpurfarben bis rotviolett, mitunter purpurgrün, die Staubbeutel gelb. Der Griffel ist etwa 2 Millimeter lang und blass zitronengelb. Die kleinen Nektarschüppchen sind quadratisch.
Blütezeit ist Juli und August.
Die Chromosomenzahl ist {\displaystyle 2n=36}.

## Ökologie
Blütenbesucher sind Bienen, Hummeln, Fliegen, auch Schwebfliegen und Falter.

## Systematik und Verbreitung
Sempervivum wulfenii ist in den Ostalpen in der Schweiz, in Italien, Österreich und Slowenien in Höhenlagen von 450 bis 2610 Metern verbreitet. Die Höhe von 2610 Metern erreicht sie im Berninagebiet. Die Art meidet kalkhaltige Böden. Die atypisch niederen Wuchsorte finden sich im äußersten Osten der Verbreitung. Die Art gedeiht besonders in den Pflanzengesellschaften Fetucetum halleri und Festucetum variae.
Die ökologischen Zeigerwerte nach Landolt & al. 2010 sind in der Schweiz: Feuchtezahl F = 2 (mäßig trocken), Lichtzahl L = 5 (sehr hell), Reaktionszahl R = 2 (sauer), Temperaturzahl T = 1+ (unter-alpin, supra-subalpin und ober-subalpin), Nährstoffzahl N = 2 (nährstoffarm), Kontinentalitätszahl K = 4 (subkontinental).
Die Erstbeschreibung erfolgte 1831 durch Franz Karl Mertens und Wilhelm Daniel Joseph Koch.
Es werden folgende Unterarten unterschieden:
- Sempervivum wulfenii subsp. juvanii (Strgar) C.Favarger & J.Parn. (Syn.: Sempervivum juvanii Strgar): Diese 1971 erstbeschriebene Sippe hat behaarte Blattflächen und ist in Slowenien am Donačka Gora zu finden.
- Sempervivum wulfenii subsp. wulfenii: Diese Unterart hat glatte Blattflächen und besiedelt das oben genannte Areal mit Ausnahme Sloweniens.